# Ubuntu Studio
Ubuntu Studio ist eine auf Ubuntu basierende Linux-Distribution, die speziell auf die Anforderungen von Audio-, Grafik- und Videobearbeitung ausgerichtet ist.

## Eigenschaften
Als Soundserver dient JACK, dafür ist ein eigenes grafisches Konfigurationsprogramm unter dem Namen Ubuntu Studio Controls enthalten. Außerdem gehören diverse Multimedia-Programme zum Umfang, wie beispielsweise die Videobearbeitung OpenShot, der Audio-Sequenzer Rosegarden, die Digital Audio Workstation Ardour, die 3D-Grafiksoftware Blender, das Rastergrafikprogramm GIMP oder das DTP-Programm Scribus.
Die erste stabile Version erschien am 10. Mai 2007 und basierte auf Ubuntu 7.04. Auf der Ubuntu-Website wird Ubuntu Studio als anerkanntes Derivat aufgeführt.